# Biblioteca Municipal de Celendín
La Biblioteca Municipal de Celendín es una biblioteca pública, ubicada en el distrito de Celendín, provincia de Celendín, en la región de Cajamarca, en Perú. Es una institución sin fines de lucro que ofrece los servicios de lectura en sala y préstamo de libros.

## Historia
La Biblioteca Municipal de Celendín fue creada en 1924, por el alcalde provincial Santiago Herminio Rabanal, ante la necesidad de la población. Anteriormente existió una biblioteca femenina que pasó a ser gestionada por la municipalidad, dándole inicio a la biblioteca municipal. La biblioteca ha incrementado su acervo, mayormente; en base a las donaciones, realizadas a lo largo de los años por diferentes personas deseosas de mejorar el servicio que ofrece a la comunidad celendina.

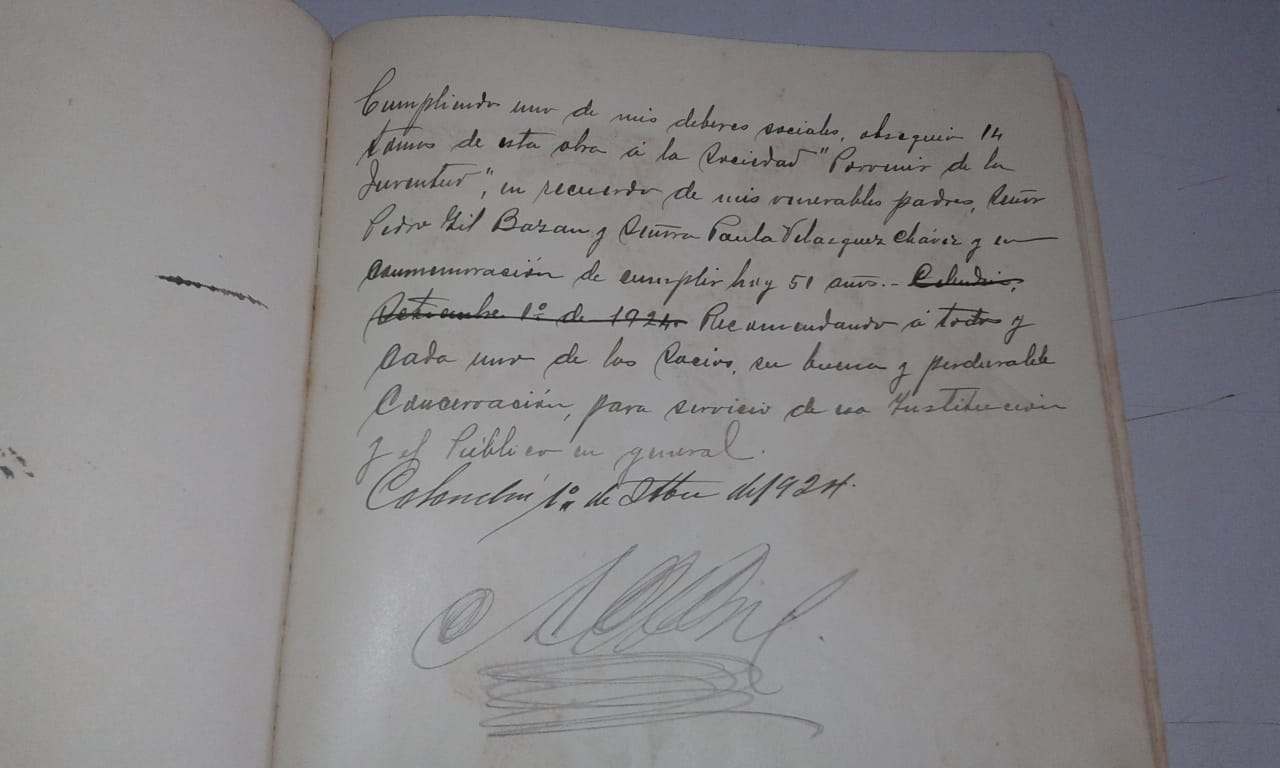
Palabras de Augusto Gil Velásquez, filántropo celendino.

En 1973, durante la gestión del alcalde César Pereira Chávez se destinó el ambiente del primer piso de la municipalidad que ocupa hasta ahora. En el boletín informativo No. 2 de 1974 siendo al alcalde provincial Renán Sánchez Izquierdo, se da un agradecimiento a Telmo Horna Díaz por el obsequio de diferentes obras para incrementar la Biblioteca Municipal. Y para ayudar socialmente, se organizó un comité conformado por Ernestina Sánchez Aliaga, inspectora de Biblioteca y Cultura, como presidenta y los profesores Rita Zegarra, Antonieta Velásquez, Lilia Merino, Wálter Rodríguez, Manuela Ocampo, Fabiola Camacho, Rebeca Merino, Clotide Cachay y Amalia Figueroa.
En el boletín No 4 de 1974, el concejo provincial informaba de la compra de:
- 10 tomos de la Enciclopedia Universal Sopena
- 3 tomos de Historia General de los Peruanos
- 6 tomos de Didáctica de Ciencias y Humanidades

Las obras del Ministerio de Educación, bajo inventario pasaron al Instituto Superior Pedagógico de la localidad de Celendín.
En 1998, la regidora Rosario Alvarado Marín, con el apoyo de la hermana Amparo de la Calle, inicia el Proyecto de Mejoramiento de la Biblioteca. En 1999 con el apoyo del alcalde Adolfo Aliaga Apaéstegui, se presentó el proyecto a la Junta Gallega, a fines de 2001. Fue aprobado y se benefició a la biblioteca.
En 2024 la Biblioteca Municipal de Celendín conmemorará su centenario.

## Servicios

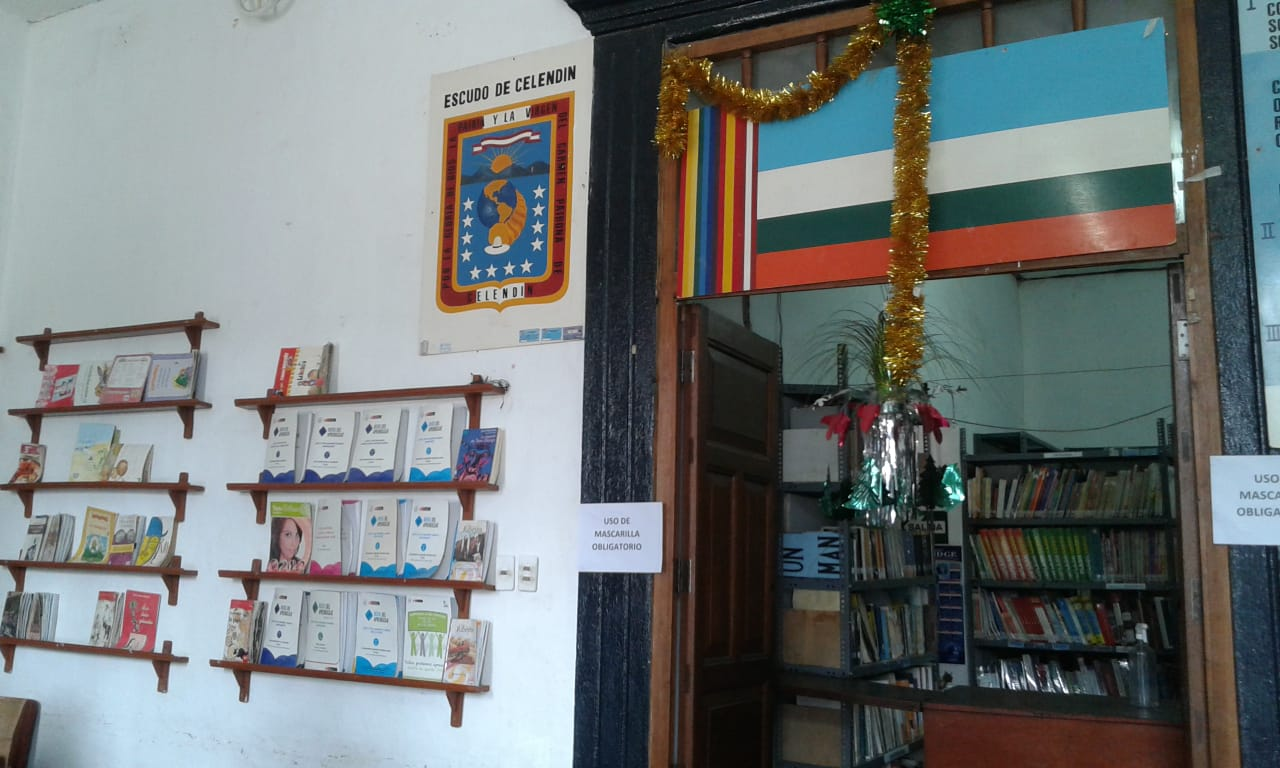
Sala de la biblioteca.

El público al que está dirigida la biblioteca son los estudiantes del nivel inicial, primaria, secundaria y superior, como también las amas de casa, ciudadanos profesionales y técnicos. A su sala acceden lectores tanto del distrito como de otros distritos vecinos, como José Gálvez, Sucre y Huasmín.
Los servicios que se ofrecen son lectura en sala, con un aforo de siete personas, por la situación de pandemia y también préstamo a domicilio. 

### Préstamo del libro
La Biblioteca Municipal de Celendín oferta a niños, jóvenes y adultos más de mil libros para lectura a domicilio.  

### Colecciones
Posee colecciones de Historia del Perú y del mundo, obras literarias, ciencia, además contiene obras muy apreciadas por ser de autores celendínos como "Escudo para mis banderas" de Julio Garrido Malaver, "El cazador ausente", de Alfredo Pita Zegarra, "Folclor vivo de mi pueblo", de Manuel Silva Rabanal, "Algo más que poesía" de Malena Arielina Peláez Pérez, "Resplandores en la bruma", de Manuel Sánchez Aliaga, "El adviento de Celendín", de Consuelo Lescano Merino de Rodríguez, "Mi libro de Narraciones" de Rosario Alvarado Marín, "Caxamarca y Chachapoyas Nexos Sociohistóricos, de Tito Zegarra Marín, poesías y artículos de Jorge Wilson Izquierdo, entre otros autores.